# La peste (película)
La peste (en inglés, The Plague) es una película argentina-francesa y británica dramática escrita y dirigida por Luis Puenzo. Es protagonizada por William Hurt, Sandrine Bonnaire, Jean-Marc Barr, Robert Duvall y Raúl Juliá, y está basada en la novela homónima de 1948 escrita por Albert Camus. Fue estrenada el 2 de septiembre de 1993.
La película compitió en la edición 49° del Festival Internacional de Cine de Venecia, en 1993.

## Reparto
Participaron en el filme los siguientes intérpretes:
- William Hurt ... Dr. Rieux
- Sandrine Bonnaire ... Martine Rambert
- Jean-Marc Barr ... Jean Tarrou
- Robert Duvall ... Joseph Grand
- Raúl Juliá ... Cottard
- Victoria Tennant ... Alicia Rieux
- Jorge Luz ... Viejo de los gatos
- Norman Erlich
- Duilio Marzio
- China Zorrilla
- Verónica Llinás
- Lidia Catalano
- Horacio Fontova ... Mecánico
- Cris Miró ... mujer rata
- Lautaro Murúa
- Norman Brisky
- Bruno Chmelik ... Felipe
- Atilio Veronelli ... Doctor
- Juana Hidalgo
- Silvina Chediek
- Pancho Ibáñez

## Argumento
La acción se sitúa en la última década del siglo XX, en una ciudad llamada Orán, de aspecto europeo pero localizada en el sur de Sudamérica. La ciudad sufre una epidemia de peste bubónica y es sometida a cuarentena y diversos colectivos reaccionan de forma muy diversa ante ella y ante esta situación.